# Simpson (Illinois)
Pour les articles homonymes, voir Simpson.
Simpson est un village du comté de  Johnson dans l'Illinois, aux États-Unis,. Situé à l'est du comté, il est incorporé le 20 juillet 1901.

## Démographie
Lors du recensement de 2010, le village comptait une population de 60 habitants. Elle est estimée, en 2016, à 61 habitants.